# 290
290（二百九十、にひゃくきゅうじゅう）は自然数、また整数において、289の次で291の前の数である。

## 性質
- 290は合成数であり、約数は1, 2, 5, 10, 29, 58, 145, 290 である。
  - 約数の和は540。
- 290 = 2 × 5 × 29
  - 32番目の楔数である。1つ前は286、次は310。
  - 290 = 10 × 29
    - n = 10 のときの n と prime(n) との積とみたとき1つ前は207、次は341。(オンライン整数列大辞典の数列 A033286)
- 各位の和が11になる27番目の数である。1つ前は281、次は308。
- 290 = 12 + 172 = 112 + 132
  - 異なる2つの平方数の和で表せる87番目の数である。1つ前は289、次は292。(オンライン整数列大辞典の数列 A004431)
  - 2つの平方数の和2通りで表せる15番目の数である。1つ前は265、次は305。
  - 290 = 172 + 1
    - n = 2 のときの 17n + 1 の値とみたとき1つ前は18、次は4914。(オンライン整数列大辞典の数列 A224384)
    - n = 17 のときの n2 + 1 の値とみたとき1つ前は257、次は325。(オンライン整数列大辞典の数列 A002522)
- 290 = 12 + 82 + 152 = 32 + 52 + 162 = 42 + 72 + 152 = 52 + 112 + 122
  - 3つの平方数の和4通りで表せる21番目の数である。1つ前は285、次は293。(オンライン整数列大辞典の数列 A025324)
  - 異なる3つの平方数の和4通りで表せる11番目の数である。1つ前は285、次は293。(オンライン整数列大辞典の数列 A025342)

## その他 290 に関連すること
- 国際電話番号の290は、セントヘレナ島。
- 年始から数えて290日目は10月17日、閏年は10月16日。
- 国鉄シキ290形貨車
- 京王チキ290形貨車
- 上田交通クハ290形電車
- デイル (USS Dale, DD-290) は、アメリカ海軍の駆逐艦。
- ウィリアムズ (USS Williams, DE-290) は、アメリカ海軍の護衛駆逐艦（未建造）。
- シスコ (USS Cisco, SS-290) は、アメリカ海軍の潜水艦。
- ユンカース Ju 290は、第二次世界大戦時のドイツ空軍の輸送機・哨戒機。